# Convair YB-60
Convair YB-60 byl prototyp strategického bombardéru vyvíjeného na počátku 50. let 20. století výrobcem Convair pro letectvo Spojených států amerických. Představoval derivát bombardéru B-36 Peacemaker s šípovým křídlem a proudovým pohonem. Poprvé vzlétl roku 1952. Sériově vyráběn nebyl, neboť letectvo upřednostnilo konkurenční bombardér Boeing B-52 Stratofortress. Roku 1954 byl program zrušen. Dokončen byl pouze první prototyp. Druhý zůstal rozestavěný.

## Historie

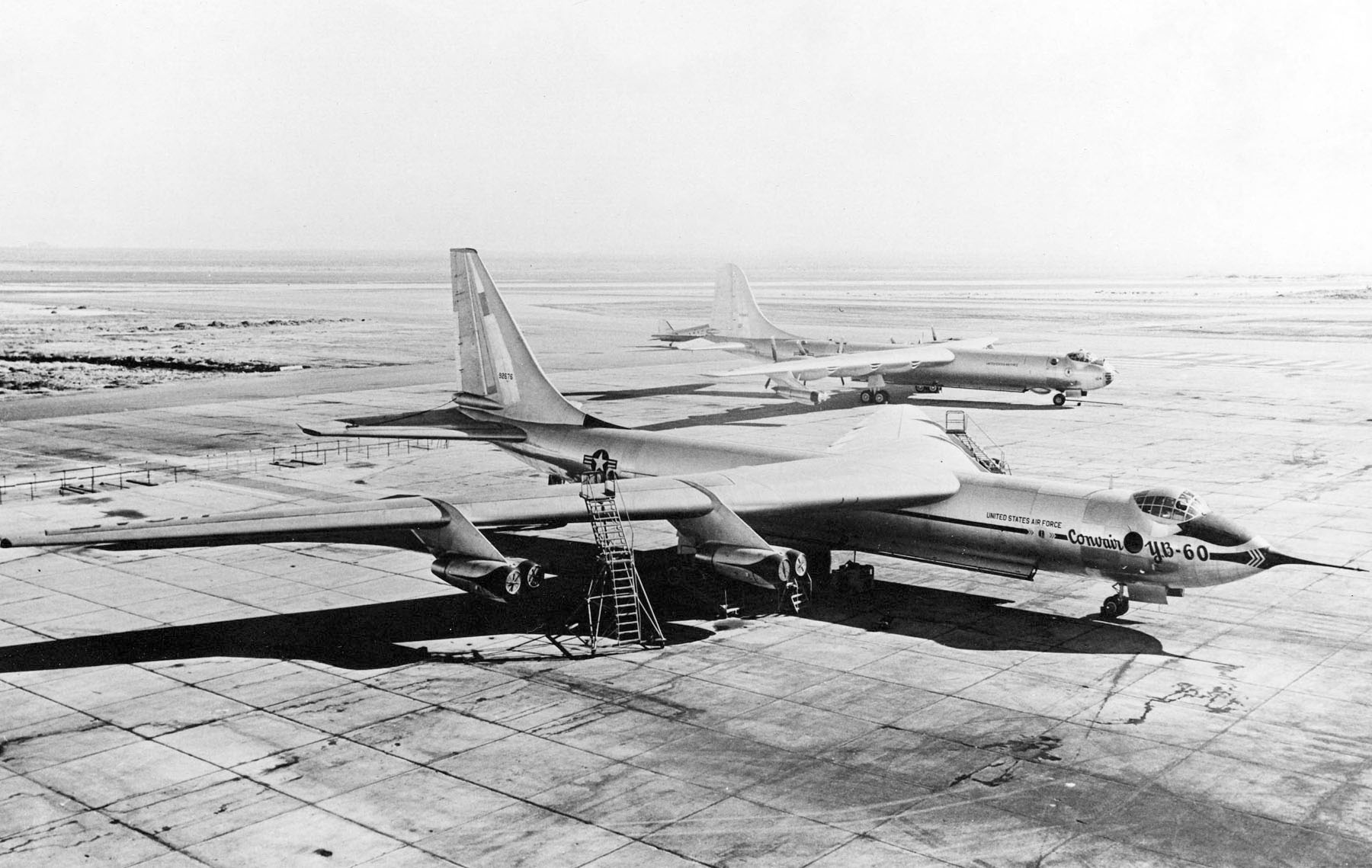
Prototyp YB-60 se svým předchůdcem Convair B-36 Peacemaker v pozadí

YB-60 byl derivátem strategického bombardéru Convair B-36 Peacemaker, který měl ve službě nahradit. K tomu odkazovalo i jeho původní označení YB-36G. Trup a centroplán YB-60 byly převzaty z bombardéru B-36G Peacemaker. Nové bylo šípové křídlo s úhlem 37°, pod kterým bylo podvěšeno osm proudových motorů a letoun měl i šípové ocasní plochy.
Americké letectvo objednalo dva prototypy YB-60. První prototyp YB-60 (sériové číslo 49-2676) poprvé vzlétl 18. dubna 1952 ze Carswellovy letecké základny ve Fort Worth v Texasu. Pilotovali jej zkušební šéfpilot společnosti Convair Beryl A. Erickson a jeho kolega Arthur S. Witchell. Prototyp konkurenčního letounu YB-52 Stratofortress přitom poprvé vzlétl o tři dny dříve. YB-60 byl oproti B-52 pomalejší, ale unesl více nákladu. Do sériové výroby se nedostal. Program byl zrušen v době, kdy měl první prototyp nalétáno 66 hodin a druhý zůstal nedokončený. Roku 1954 byly oba sešrotovány.

## Specifikace (YB-60)

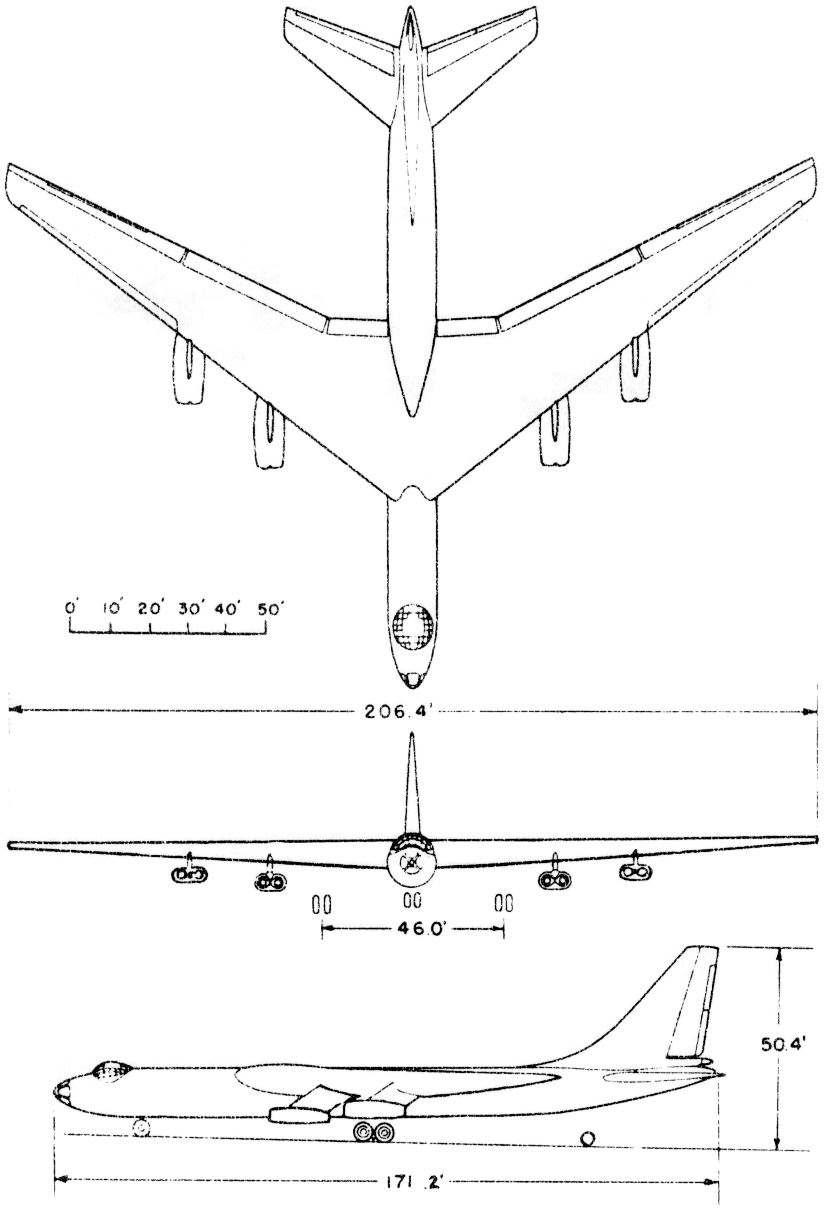
Třípohledový nákres YB-60

### Technické údaje
- Osádka: 5
- Rozpětí: 62,8 m
- Délka: 52,1 m
- Výška: 18,4 m
- Nosná plocha: 486,7 m²
- Plošné zatížení: 150 kg/m²
- Hmotnost prázdného stroje: 69 407 kg
- Vzletová hmotnost: 136 078 kg
- Maximální vzletová hmotnost: 163 000 kg
- Pohonné jednotky: 8× proudový motor Pratt & Whitney YJ57-P-3 (JT3C), každý o tahu 38 kN

### Výkony
- Maximální rychlost: 818 km/h (ve výšce 11 963 m)
- Dostup: 13 609 m
- Stoupavost: 5,38 m/s
- Dolet:
  - Bojový: 4700 km
  - Přeletový: 12 875 km
- Tah/Hmotnost: 0,44

### Výzbroj
- Kanóny: 2× 20mm kanón M24A1 v dálkově ovládané zadní střelecké věži (druhý prototyp měl nést dalších osm 20mm kanónů ve čtyřech věžích)
- Pumy: 32 659 kg (72 000 liber)